# تپانچه

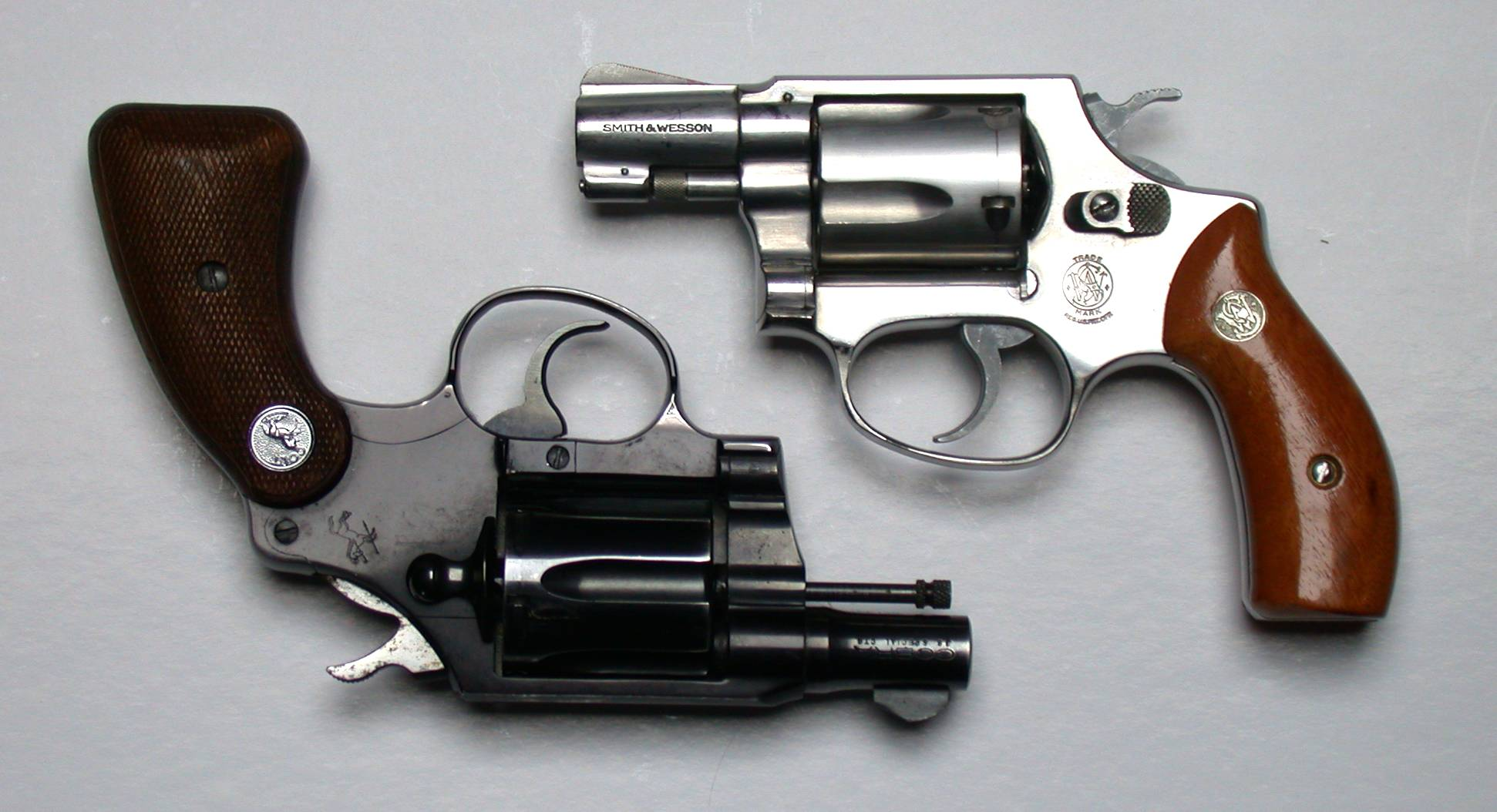
یک کلت کارآگاه ویژه و یک هفت تیر کوچک اسمیت و وسون مدل ۳۶

تپانچه (به انگلیسی: Snubnosed revolver) هر نوع هفت‌تیر در اندازه کوچک، متوسط یا بزرگ با لولهٔ کوتاه است؛ با طول معمولاً کمتر از ۴ اینچ. هفت‌تیرهای کوچک‌تر اغلب با چکش‌های «باب‌دار» یا «لوله‌پوش‌دار» ساخته می‌شوند، و حتی مدل‌های «بدون چکش» نیز وجود دارد که همگی به اسلحه اجازه می‌دهند تا سریع با خطر گیر کردن آن روی لباس کشیده شود. مدل‌های لوله‌پوش‌دار و  بی‌چکش ممکن است حتی از طریق جیب کت یا کت شلیک شوند. طراحی این هفت‌تیرها قدرت و برد را فدای قابلیت مانور و پنهان‌کاری می‌کند.

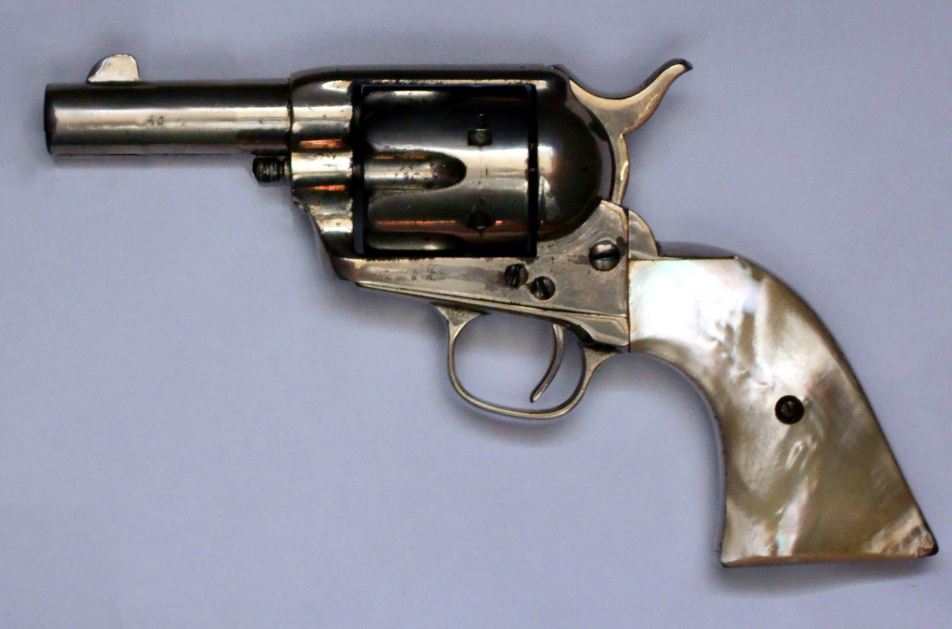
کلت تک‌مرحله‌ای ارتش "مدل کلانتر"

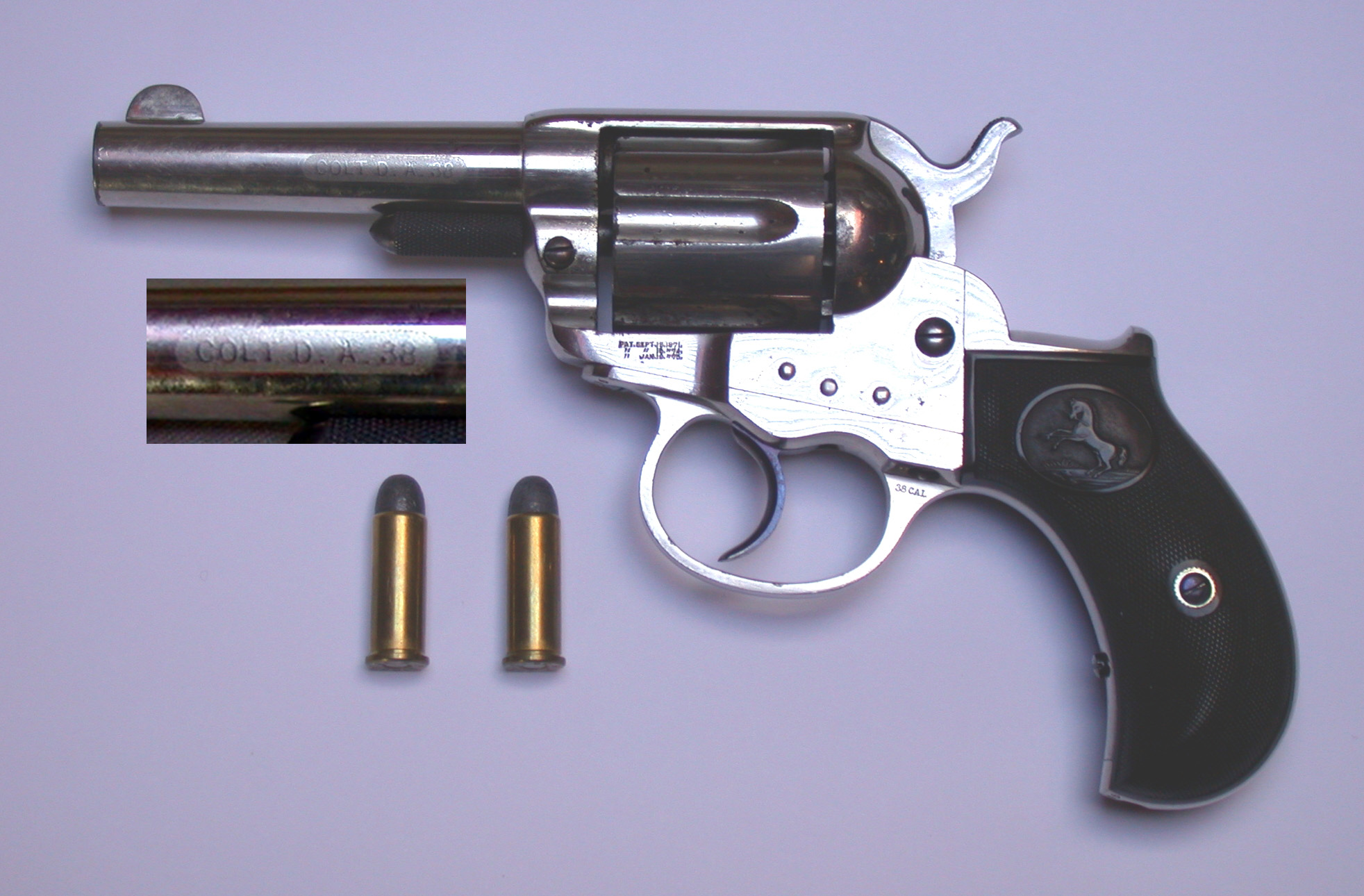
کلت مدل ۱۸۷۷ دو مرحله‌ای "کالیبر ۳۸" با کتیبه لوله آن